# Burton J. Hendrick
Burton Jesse Hendrick (1870-1949) foi um biógrafo e historiador estadunidense.

## História
Enquanto cursava a Yale University, Hendrick foi editor tanto do The Yale Courant quanto da The Yale Literary Magazine. Graduou-se em 1895 e obteve um mestrado em 1897. Depois de concluir o período acadêmico, Hendrick tornou-se editor do New Haven Morning News. Em 1905, depois de colaborar com o The New York Evening Post e The New York Sun, BJH deixou os jornais e tornou-se um jornalista investigativo, escrevendo para o McClure's Magazine. Sua denúncia intitulada "The Story of Life-Insurance" foi publicada na McClure em 1906. Depois de trabalhar na revista, em 1913 Hendrick transferiu-se para a revista World's Work de Walter Hines Page como editor associado. Em 1919, Hendrick começou a escrever biografias como ghost-writer, sendo a primeira a "Ambassador Morgenthau's Story" para Henry Morgenthau, Sr.. 
Ganhou o Prémio Pulitzer de 1921 por The Victory at Sea, escrito em co-autoria com William Sowden Sims, o Prémio Pulitzer de 1923 por The Life and Letters of Walter H. Page e novamente em 1929 por The Training of An American. Hendrick escreveu Age of Big Business em 1919, usando uma série de biografias individuais, como um olhar entusiástico para a fundação das corporações na América e a rápida ascensão dos EUA como potência mundial. Há um grande intervalo entre as últimas obras publicadas por Hendrick entre 1940 e 1946, o que é explicado por seu trabalho na biografia de Andrew Mellon, a qual foi solicitada pela família Mellon, mas jamais publicada.

## Obras
- 1919 - Ambassador Morgenthau's Story
- 1921 - Age of Big Business
- 1923 - Life and Letters of Walter H Page
- 1923 - The Jews in America
- 1924 - Biography of William Crawford Gorgas
- 1928 - The Training Of An American: The Earlier Life and Letters of Walter H Page
- 1932 - The Life of Andrew Carnegie
- 1935 - The Lees of Virginia: Biography of a Family
- 1937 - Bulwark of the Republic, A Biography of the Constitution
- 1939 - Statesmen of the Lost Cause: Jefferson Davis and his Cabinet
- 1946 - Lincoln's War Cabinet